# Gomphostemmateae
Gomphostemmateae, tribus biljaka iz porodice usnača kojemu pripadaju dva roda grmova i trajnica, oba iz Azije.

## Etimologija
Latinsko ime Gomphostemmateae dolkazi od roda Gomphostemma, koje potječe od grčke riječi "gomphos", što znači "čavlić", i "stemma", koja se odnosi na "krunu" ili "vijenac". Ova se nomenklatura odnosi na jedinstvene strukturne formacije ovih biljaka. 

## Fizičke karakteristike
Vrste koje pripadaju plemenu Gomphostemmateae obično se odlikuju svojim posebnim navikama rasta. Većina članova ima dobro definirane stabljike i grane, pokazujući različite oblike i veličine listova koji doprinose njihovoj vizualnoj raznolikosti. Raspored listova može biti naizmjeničan ili nasuprotan, često s jednostavnim ili složenim listovima koji mogu biti cjeloviti, nazubljeni ili režnjeviti. Kod nekih vrsta cvjetaju šareni cvjetovi koji često privlače oprašivače i povećavaju njihovu estetsku privlačnost. 

## Prepoznatljive osobine
- Struktura vjenčića: Većina cvjetova ima cjevasti oblik, često s pet istaknutih režnjeva.
- Vrsta ploda: Plodovi su uglavnom kapsule ili bobice koje otpuštaju sjemenke kada sazriju.
- Oblici rasta: Ove biljke mogu varirati od zeljastih trajnica niskog rasta do grmova umjerene veličine.
- Venacija lišća: često ima uzorak perastih ili dlanastih žila, što dodatno povećava njihovu vizualnu privlačnost.[2]

## Ekološki značaj
Gomphostemmateae igra važnu ulogu u njihovim ekosustavima. Služe kao izvori hrane za razne oprašivače poput pčela i leptira, pomažući u reprodukciji biljaka kod brojnih vrsta. Osim toga, njihove strukture osiguravaju staništa za kukce i druge male divlje životinje, što ih čini sastavnim dijelom održavanja biološke raznolikosti. Mnogi članovi ove svojte također doprinose stabilizaciji tla, smanjenju erozije i poboljšanju kvalitete tla tijekom vremena.

## Preferirana klima i tlo
Pripadnici Gomphostemmateae uspijevaju u različitim klimatskim uvjetima. Mnoge vrste vole topla, tropska okruženja, ali neke se mogu naći i u umjerenim zonama. Često uspijevaju u dobro dreniranim tlima bogatim organskom tvari. Uravnoteženi pH je idealan, omogućavajući ovim biljkama da učinkovito apsorbiraju potrebne hranjive tvari.

## Rast i razmnožavanje
Navike rasta vrsta Gomphostemmateae variraju, često pod utjecajem njihovog staništa. Većina može rasti relativno brzo i pokazivati bogato cvjetanje, što je od vitalnog značaja za privlačenje oprašivača i osiguravanje reprodukcije. Sjemenke se primarno raspršuju vjetrom i vodom ili kroz probavni sustav ptica, olakšavajući njihovo širenje po različitim krajolicima. Neke se vrste također razmnožavaju vegetativno, nudeći otpornost na promjenjive uvjete.

## Prirodno područje rasprostranjenja i rasprostranjenost
Njihova prilagodljivost omogućuje im naseljavanje različitih krajolika, od močvara do suhih travnjaka, pridonoseći njihovoj eklektičnoj zastupljenosti u različitim staništima.

## Uobičajeni štetnici i bolesti
Poput mnogih biljaka, vrste Gomphostemmateae mogu se suočiti s prijetnjama štetnika i bolesti. Uobičajeni izazovi uključuju lisne uši, paukove grinje i brašnaste stjenice — smetnje koje mogu pokositi vitalnost ovih biljaka. Gljivične infekcije poput pepelnice također mogu pogoditi neke vrste, osobito u vlažnim uvjetima. Međutim, mnoge biljke Gomphostemmateae razvile su prirodnu obranu protiv ovih stresova, ističući njihovu otpornost.

## Ljudska upotreba
Ljudski odnos s Gomphostemmateae može se pratiti do njihove tradicionalne upotrebe u biljnoj medicini. Određene vrste korištene su zbog svojih navodnih ljekovitih svojstava, u rasponu od protuupalnih učinaka do probavnih pomagala. Osim toga, njihovo upečatljivo cvijeće i lišće čine ih popularnim izborom za ukrasno vrtlarstvo i uređenje krajolika, pružajući vlasnicima kuća šarene i jedinstvene izbore.

## Status zaštite
Dok mnoge vrste Gomphostemmateae trenutno nisu ugrožene, gubitak staništa zbog urbanizacije i širenja poljoprivrede predstavlja rizik za neke svojte. Napori za očuvanje usmjereni su na zaštitu prirodnih staništa i promicanje održivih praksi kako bi se osiguralo da ove izvanredne biljke nastave uspijevati generacijama koje dolaze.

## Zanimljive činjenice
Neke vrste Gomphostemmateae mogu pohraniti vodu u svojim tkivima, što im omogućuje preživljavanje u sušnim uvjetima. Žive boje njihovih cvjetova često služe kao privlačne tvari za određene kukce oprašivače, prikazujući zamršene odnose unutar ekosustava. Unatoč tome što nije široko prepoznata, Gomphostemmateae značajno doprinosi bioraznolikosti mnogih regija.

## Rodovi
1. Chelonopsis Miq.
2. Gomphostemma Wall. ex Benth.